# Elachiptera simplicipes
Elachiptera simplicipes är en tvåvingeart som beskrevs av Becker 1910. Elachiptera simplicipes ingår i släktet Elachiptera och familjen fritflugor. Inga underarter finns listade i Catalogue of Life.